# Concile de Rome (499)
Pour les articles homonymes, voir Concile de Rome.
Le concile de Rome fut célébré le 1er mars 499 dans la basilique de Saint-Pierre, sous la présidence de Symmaque.

## Sources et datation
Les manuscrits Burgundianus 495 et Vaticanus 1342 rapportent trois conciles symmaquiens. Le premier est chronologiquement indiqué par l'expression suivante :
- «Post consulatum Paulini viri clarissimi sub die kalendarum martiarum in basilica beati Petri apostoli...»[2] ;
- c'est-à-dire : "Le jour des calendes de mars (=1er mars) dans la basilique du bienheureux apôtre Pierre après le consulat de Paulin".

Contrairement aux deux autres conciles célébrés à l'époque du pape Symmaque, le concile du 1er mars est unanimement attribué par les historiens à l'année 499, un peu plus de quatre mois après l'élection de Symmaque au siège de saint Pierre.
Les actes conciliaires furent publiés dans les anciennes collections conciliaires, comme celle de Philippe Labbe (Sacrosancta concilia ad regiam editionem exacta, 1671) et de Giovanni Domenico Mansi (Sacrorum Conciliorum nova et amplissima collectio, 1762). En 1894, l'historien allemand Theodor Mommsen publia l'édition critique des actes synodaux dans le volume XII de la série Auctorum antiquissimorum des Monumenta Germaniae Historica.

## Contexte historique
Le concile de 499 fut occasionné par l'élection pontificale contestée du 22 novembre 498, à la suite de la mort du pape Anastase II, qui conduisit le clergé romain à une double élection : d'une part le diacre d'origine sarde Symmaque, élu à Saint-Jean-de-Latran, et d'autre part l'archiprêtre romain Laurent, élu à Sainte-Marie-Majeure.
La division du clergé et du peuple romain en deux factions s'inscrit dans le contexte plus large de la vie de l'Église impériale à la fin du Ve siècle, divisée par le schisme acacien, et dans les difficultés internes de l'Église de Rome. «Sur un plan externe et général, il y avait l'opposition entre l'orthodoxie chalcédonienne, prédominante en Occident et soutenue par Symmaque, et les tendances monophysites alors favorisées à Constantinople par l'empereur Anastase, auxquelles le parti de Laurent était étroitement lié; sur un plan interne à l'Église de Rome, s'opposaient en revanche des opinions divergentes sur le rôle des laïcs dans les élections papales et le contrôle des biens ecclésiastiques.»
En particulier, l'élection de Laurent était soutenue par le parti qui cherchait à imposer à Rome et aux Églises d'Occident l'Henotikon, l'édit de foi voulu par l'empereur Zénon (482), pour concilier la théologie monophysite avec les dogmes du concile de Chalcédoine, mais qui finissait par limiter la portée des décisions chalcédoniennes.
Pour résoudre le problème de la double élection, et pour calmer les troubles et les affrontements qui s'ensuivirent, les deux factions firent appel au roi goth Théodoric, qui, bien que de foi arienne, gouvernait alors l'Italie par la volonté et avec l'accord de l'empereur d'Orient. «Ce dernier décida que le pape légitime devait être considéré comme étant Symmaque. La décision fut prise sur la base d'un critère d'objectivité : l'ancienneté d'ordination dans la carrière ecclésiastique de Symmaque et la majorité de soutiens en sa faveur.» Laurent se soumit néanmoins à la décision.

## Le concile
Une fois reconnu comme seul évêque de Rome, Symmaque s'empressa de convoquer un concile pour réguler l'élection du pontife et éviter que ne se reproduise une situation similaire à celle du 22 novembre 498. Le concile fut convoqué dans la basilique Saint-Pierre, bastion de Symmaque et de son parti, et célébré le 1er mars 499.
L'assemblée fut ouverte par le diacre Fulgence, qui anticipa les positions soutenues par le pape lui-même,. Symmaque intervint ensuite, déclarant que, bien que ce soit l'hiver, il avait jugé nécessaire de convoquer les évêques car il était indispensable de fixer des règles pour l'élection de l'évêque de Rome et d'empêcher que de futures émeutes populaires se manifestent à nouveau dans la ville dans les mois à venir,. Après les paroles du pape, la lecture des quatre décrets conciliaires fut confiée au notaire Emilien :
1. si, de son vivant et à son insu, un prêtre ou un clerc se permet de recueillir des signatures en vue des élections pontificales suivantes, ou promet son soutien ou son vote à un candidat, ou fomente des réunions privées pour délibérer sur les élections futures, il sera privé de ses fonctions et exclu de la communion ecclésiastique ;
2. la même peine sera infligée à celui qui, de son vivant, se proposera comme son successeur ou agira en ce sens ;
3. si le pontife meurt subitement sans avoir pu recommander la sélection de son successeur[9], il revient au clergé de choisir, à l'unanimité, son successeur et de le consacrer évêque ; si les votes sont partagés entre plusieurs candidats, est élu celui qui obtient la majorité des voix ; dans ces circonstances, si un électeur, fort des promesses faites, ne vote pas en toute liberté, il sera privé de ses fonctions ecclésiastiques ;
4. celui qui signale des abus contre ces décrets, s'il est lui-même partie prenante, non seulement sera absous, mais devra également obtenir une récompense.

Ces décrets furent approuvés et signés par tous les présents, y compris l'antipape Laurent, qui signa avec le titre de Praxède. Peut-être durant le concile lui-même, ou probablement juste après le concile, Laurent fut promu par Symmaque à évêque de Nocera en Campanie.
«Les délibérations du concile de 499 ont été jugées comme un acte politiquement partial de Symmaque. Il aurait ainsi cherché à s'assurer une succession pouvant garantir une continuité à sa politique de fermeture envers l'Orient. En réalité, les modalités de succession de l'évêque, telles qu'elles furent établies dans leur ensemble par le concile de 499, sont telles qu'elles semblent plutôt dictées par des préoccupations normatives dans un domaine, celui de la succession papale, extrêmement délicat et jusqu'alors non réglementé. En tout cas, il n'est pas certain que Symmaque les ait appliquées pour l'élection de son successeur, Hormisdas.»

## Participants
Les Acta synhodi a. CCCCXCVIIII publiés par Mommsen, rapportent deux listes de participants au concile de 499 :
la première se trouve au début des actes et correspond aux présences au concile ; elle est constituée d'une liste de 67 évêques, avec l'indication de leur siège, et d'une liste de 74 prêtres et 7 diacres, mais sans indication des tituli;
la seconde liste se trouve à la fin et correspond aux signatures des actes synodaux ; elle est constituée d'une liste de 71 évêques, 67 prêtres (avec l'indication des tituli) et 6 diacres.
Concernant les évêques, dans la seconde liste, cinq évêques absents dans la première liste sont présents : Claro d'Alife, Vital de Fondi, Laurent de Trevi, Romain de Pettino et Mercure de Sutri. Cependant, la liste des présences conciliaires rapporte le nom de l'évêque Basile de Matelica, absent dans la liste des signatures synodales. De la comparaison entre les deux listes, il en ressort que 72 évêques ont pris part au premier concile symmaquien.
La liste suivante est celle des signatures synodales.
1. Symmaque
2. Celio Rustico de Minturno (it)
3. Celio Boniface de Velletri
4. Celio Misène de Cuma (it)
5. Rufin de Canosa
6. Cresconius de Todi
7. Claro de Alife
8. Basile de Tolentino (it)
9. Vital de Fondi (it)
10. Decius de Tre Taverne (it)
11. Innocent de Bevagna (it)
12. Valentin de Amiterno (it)
13. Bassus de Ferentino
14. Vital de Fano
15. Vitalian de Roselle
16. Maxime de Blera
17. Constantin de Capoue
18. Benignus de Acquaviva
19. Fortunatus de Sessa
20. Palladius de Sulmona
21. Vindemius de Anzio
22. Constantin[Note 1] d'Otricoli
23. Jean de Rimini
24. Germain de Pesaro
25. Martyrius de Terracina
26. Candidus de Tivoli
27. Laurent de Trevi
28. Vitalian de Arna
29. Serenus de Nomentum
30. Justus de Acerenza
31. Adéodat de Cere[Note 2]
32. Étienne de Norcia
33. Dolcitius de Sabina
34. Fortunatus de Anagni
35. Pascal de Volturno
36. Santolus de Segni[Note 3]
37. Valerius de Calvi
38. Felicissimus de Caudium
39. Innocent de Fossombrone
40. Romain de Pettino[Note 4]
41. Colonico de Forum Clodii
42. Épiphane de Bénévent
43. Jean de Spolète
44. Costantius de Venafro
45. Maximianus de Pérouse
46. Sallustus de Amelia
47. Lucianus de Tarquinia
48. Molensius de Centocelle
49. Florentius de Plestia
50. Maximianus de Subaugusta
51. Fortunatus de Foligno
52. Jean de Vibo
53. Gaudentius de Tadino
54. Mercure de Sutri
55. Félix de Nepi
56. Serenus de Nola
57. Aucupius de Pozzuoli
58. Timothée de Avellino
59. Rosarius de Sorrente
60. Étienne de Naples
61. Ursus de Rieti[Note 5]
62. Gaudentius de Bolsena
63. Progettizius de Vescovio[Note 6]
64. Quintus de Teano
65. Gaudentius de Salerne
66. Bellator de Ostie
67. Marius de Tiferno
68. Lampadius de Urbisaglia
69. Adéodat de Formia
70. Ursus de Stabia
71. Saturninus de Erdonia

Prêtres
1. Celio Laurent du titre de Prassede
2. Celio Ianuarius du titre de Vestina
3. Marcianus du titre de Santa Cecilia
4. Gordianus du titre de Pammachio
5. Pierre du titre de Clemente
6. Urbicus du titre de Clemente
7. Paulinus du titre de Giulio
8. Valentinus du titre de Santa Sabina
9. Pierre du titre de Crisogono
10. Soranus du titre de Vestina
11. Astérius du titre de Pudente
12. Justinus du titre de Pudente
13. Felix du titre de Equizio
14. Redemptus du titre de Crisogono
15. Proiecticius du titre de Damaso
16. Jovinus du titre de Emiliana
17. Bonus du titre de Crescenziana
18. Pascal du titre de Eusebio
19. Jean du titre de Pammachio
20. Sébastien du titre de Nicomede (it)
21. Martinus du titre de Ciriaco
22. Epiphanius du titre de Ciriaco
23. Andreas du titre de San Matteo
24. Servusdei du titre de San Clemente
25. Opilius du titre de Vestina
26. Pierre du titre de Crisogono
27. Romanus du titre de Tigridae (it)
28. Marcellinus du titre de Giulio
29. Donninus du titre de Crescenziana
30. Abbonantius du titre de Sabina
31. Marcello tituli Romani[Note 7]
32. Asellus du titre de Bizante
33. Agatho du titre de Bizante
34. Sébastien du titre de Equizio
35. Valentinus du titre de Eusebio
36. Anastasius du titre de Anastasia
37. Genesio du titre de Nicomede (it)
38. Dionysius du titre de Emiliana
39. Epiphanius du titre des Apostoli
40. Acontius du titre de Fasciola
41. Paulinus du titre de Fasciola
42. Agapius du titre des Apostoli
43. Adéodat du titre de Equizio
44. Benedictus du titre de Gaio
45. Dominicus du titre de Prisca
46. Redemptus du titre de Tigridae (it)
47. Severus du titre de Gaio
48. Étienne du titre de Marcello
49. Crescentius du titre des Apostoli
50. Julianus du titre de Anastasia
51. Septiminus du titre de Giulio
52. Cyprianus du titre de Marco
53. Epiphanius du titre de Fasciola
54. Bonifatius du titre de Cecilia
55. Pierre du titre de Prassede
56. Timothée du titre de Marcello
57. Hilarus du titre de Lucina
58. Victorinus du titre de Santa Sabina
59. Laurent du titre de San Lorenzo
60. Eutychius du titre de Emiliana
61. Julianus du titre de Anastasia
62. Marcus du titre de Lucina
63. Vincemalus du titre de Crescenziana
64. Abundius du titre de Marco
65. Venantius du titre de Marcello
66. Étienne du titre de Eusebio
67. Paulinus du titre de San Lorenzo

Diacres
1. Cyprianus
2. Anastasius
3. Tarrentius
4. Citonatus
5. Tertullus
6. Jean